# Arrondissement de Sartène
L'arrondissement de Sartène est une division administrative française, située dans la circonscription départementale de la Corse-du-Sud et le territoire de la collectivité de Corse.

## Composition

### Composition avant 2015
Liste des cantons de l'arrondissement de Sartène :
- canton de Bonifacio ;
- canton de Figari ;
- canton de Levie ;
- canton d'Olmeto ;
- canton de Petreto-Bicchisano ;
- canton de Porto-Vecchio ;
- canton de Sartène ;
- canton de Tallano-Scopamène.

### Découpage communal depuis 2015
Depuis 2015, le nombre de communes des arrondissements varie chaque année soit du fait du redécoupage cantonal de 2014 qui a conduit à l'ajustement de périmètres de certains arrondissements, soit à la suite de la création de communes nouvelles.
Le 8 mars 2017, Olivese est détachée de l'arrondissement de Sartène et rattachée à l'arrondissement d'Ajaccio.
Au 1er janvier 2024, l'arrondissement groupe les 43 communes suivantes :
1. Altagène
2. Arbellara
3. Argiusta-Moriccio
4. Aullène
5. Belvédère-Campomoro
6. Bilia
7. Bonifacio
8. Carbini
9. Cargiaca
10. Casalabriva
11. Conca
12. Figari
13. Foce
14. Fozzano
15. Giuncheto
16. Granace
17. Grossa
18. Lecci
19. Levie
20. Loreto-di-Tallano
21. Mela
22. Moca-Croce
23. Monacia-d'Aullène
24. Olmeto
25. Olmiccia
26. Petreto-Bicchisano
27. Pianottoli-Caldarello
28. Porto-Vecchio
29. Propriano
30. Quenza
31. Sainte-Lucie-de-Tallano
32. San-Gavino-di-Carbini
33. Santa-Maria-Figaniella
34. Sari-Solenzara
35. Sartène
36. Serra-di-Scopamène
37. Sollacaro
38. Sorbollano
39. Sotta
40. Viggianello
41. Zérubia
42. Zonza
43. Zoza

## Démographie
En 2022, l'arrondissement comptait 42 925 habitants.
| 1968   | 1975   | 1982   | 1990   | 1999   | 2006   | 2011   | 2016   | 2021   |
| ------ | ------ | ------ | ------ | ------ | ------ | ------ | ------ | ------ |
| 24 432 | 29 837 | 30 398 | 32 321 | 33 672 | 34 721 | 38 643 | 40 830 | 41 724 |

| 2022   | - | - | - | - | - | - | - | - |
| ------ | - | - | - | - | - | - | - | - |
| 42 925 | - | - | - | - | - | - | - | - |

## Sous-préfets de Sartène
| Période          | Période           | Identité                       | Fonction précédente                                    | Observation                                                                                            |
| ---------------- | ----------------- | ------------------------------ | ------------------------------------------------------ | --- |
| 1834             | 1841              | Ange-Pascal Costa              |                                                        | |
| 1841             | 1848              | Jean-François Costa            |                                                        | |
| 1848             | 1858              | Simon Pietri                   |                                                        | |
| 1858             | 1870              | Jean-Baptiste Peretti          |                                                        | |
| 1870             | 1871              | Jules-César Susini             |                                                        | |
| février 1871     | juin 1871         | Jean-François Mignucci         |                                                        | |
| juin 1871        | 1872              | Camille Cartillier             |                                                        | |
| 1872             | 1873              | Marie-Paul de La Selle         |                                                        | |
| 1873             | 1874              | Eugène Tempoure                |                                                        | |
| 1874             | 1876              | Comte Stéphen-Hector de Béarn  |                                                        | |
| 1876             |                   | Honoré-Auguste-François Mattei |                                                        | |
|                  |                   | (...)                          |                                                        | |
| 1942             |                   | Pierre-Joseph Ravail           |                                                        | |
|                  |                   | (...)                          |                                                        | |
| 1954             |                   | André Delmas                   |                                                        | |
|                  |                   | (...)                          |                                                        | |
| 1986             | 1990              | Denis Dobo                     |                                                        | |
| 1990             | 1992              | Jean-Luc Marx                  |                                                        | |
| 1992             |                   | Gérard Mathieu                 |                                                        | |
|                  |                   | (...)                          |                                                        | |
|                  | 1995              | Philippe François              |                                                        | |
| 1995             | 1997              | Jean-Claude Bellour            |                                                        | nommé directeur de cabinet du Préfet de la Région Nord-Pas-de-Calais                                   |
| 1997             | 1998              | Jean-Luc Quinio                |                                                        | |
| 7 octobre 1998   | 31 juillet 2000   | Olivier André                  | directeur du cabinet du préfet de la Charente          | nommé secrétaire général de la préfecture de la Nièvre                                                 |
| 28 août 2000     | 2 août 2002       | Jean-Hervé Gazio               |                                                        | |
| 5 février 2003   | 19 août 2004      | François Angelini              | directeur du cabinet du préfet de l'Eure               | nommé sous-préfet de Fougères                                                                          |
| 19 janvier 2005  | 18 septembre 2017 | Marc Del Grande                | directeur du cabinet du préfet de la Haute-Savoie      | nommé Chef du bureau des officiers de police à la Direction de l'administration de la police nationale |
| 8 octobre 2007   | 8 octobre 2010    | Dominique Jane                 | sous-préfet de Nogent-sur-Seine                        | nommé Secrétaire général de la Préfecture de l'Ardèche                                                 |
| 3 novembre 2010  | 14 juin 2013      | Alain Charrier                 | sous-préfet d'Altkirch                                 | nommé secrétaire général de la préfecture des Hautes-Pyrénées                                          |
| 14 juin 2013     | 20 avril 2015     | Jean Salomon                   | sous-préfet de Bellac-Rochechouart                     | nommé secrétaire général de la préfecture des Landes                                                   |
| 20 avril 2015,   | 11 septembre 2017 | Véronique Caron                | sous-préfète de Barcelonnette                          | nommée secrétaire générale de la préfecture de l'Orne                                                  |
| 12 octobre 2017  | 29 août 2019      | Audrey Baconnais-Rosez         | secrétaire générale de la préfecture de la Haute-Marne | |
| 29 août 2019     | 14 octobre 2022   | Arnaud Gillet                  | directeur de cabinet du préfet de l'Eure               | |
| 14 octobre 2022, | 14 novembre 2024  | Gaël Rousseau                  | sous-préfet de Neufchâteau                             | |